# Hàn Phúc Củ
Hàn Phúc Củ (giản thể: 韩复榘; phồn thể: 韓復榘; bính âm: Hán Fùjǔ; Wade–Giles: Han Fu-chü) (1890 tại Bá Huyện, Hà Bắc - 24 tháng 1 năm 1938 tại Hán Khẩu) là một vị tướng Quốc dân đảng đầu thế kỷ 20. Ông thăng tiến trong hàng ngũ Quốc dân quân của Phùng Ngọc Tường thời quân phiệt nhưng sau đó theo về Quốc dân đảng, giữ chức Tỉnh trưởng Sơn Đông từ năm 1930 - 1938. Hàn có một vợ, hai người người thiếp và bốn con trai.

## Tiểu sử
Hàn Phúc Củ sinh ra tại làng Đông Sơn Đài (giản thể: 东山台村; phồn thể: 東山台村; bính âm: Dōngshāntái Cūn), Bá huyện (Trung: 霸县; bính âm: Bà xiàn), Hà Bắc. Ông vốn không thích học hành. Lúc trẻ, ông là một người bán hàng trong huyện tới khi thói cờ bạc khiến ông mắc nợ phải bỏ trốn rồi gia nhập quân đội của Phùng Ngọc Tường. Hàn thăng tiến nhanh, từ thông sự lên thông sự trưởng, rồi trung úy, đại úy, và sau một cuộc chính biến, lên thiếu tá. Trong giai đoạn hỗn chiến quân phiệt những năm 1920, ông trở thành Tư lệnh Tập đoàn quân 1 của Phùng.

## Tỉnh trưởng
Năm 1928, ông được Phùng bổ nhiệm làm Tỉnh trưởng Hà Nam, và năm 1929 chính thức giữ chức Tư lệnh Sư đoàn 11. Khi vị tướng đạo Cơ Đốc nổi dậy sau đó cùng năm, Hàn tuyên bố trung thành với chính phủ trung ương của Tưởng Giới Thạch. Trong Đại chiến Trung Nguyên năm 1930, Hàn giao chiến với quân của Diêm Tích Sơn và chủ cũ là Phùng Ngọc Tường tại Sơn Đông và được ban thưởng chức Tỉnh trưởng.

## Quân phiệt
Ông thay chân Trương Tông Xương trở thành quân phiệt tại Sơn Đông. Mùa thu năm 1932, ông khống chế toàn tỉnh sau khi đánh bại quân phiệt Lưu Trân Niên, kiểm soát miền Đông Sơn Đông (bao gồm cảng Yên Đài) và có biệt danh "Tế Đông Vương". Là Tỉnh trưởng, Hàn cai trị rất nghiêm khắc cả về dân sự và quân sự. Ông gần như quét sạch thổ phỉ và nạn buôn lậu thuốc phiện trong tỉnh qua các chiến dịch trấn áp. Thông qua các hoạt động thương mại, chủ yếu là vải vóc, thuốc lá và đất đai, ông trở nên giàu có và đóng góp rất hào phóng để thiết lập các trường học, bệnh viện cũng như các công trình công cộng.
Giữa những năm 1930, người Nhật muốn lôi kéo ông đem Sơn Đông theo về các chính quyền bù nhìn ở Hoa Bắc mà họ lập nên. Sau khi Chiến tranh Trung-Nhật mở màn, ông chỉ huy Tập đoàn quân 3 rồi năm 1937 là Phó tổng tư lệnh Quân khu 5 chịu trách nhiệm phòng thủ hạ lưu Hoàng Hà. Hàn bị nghi ngờ là đã bí mật đàm phán với người Nhật để bảo toàn thế lực và lãnh thổ. Khi quân Nhật vượt Hoàng Hà, ông rút quân khỏi căn cứ địa ở Tế Nam. Hàn bỏ quân đội chạy trốn đến Khai Phong, nhưng bị bắt vào ngày 11 và bị đưa đến Vũ Xương rồi bị Tưởng Giới Thạch ra lệnh xử tử vì tội bất tuân thượng lệnh và tự ý rút lui.
Tưởng làm thế để làm gương cho các tướng lĩnh. Theo một nguồn tư liệu, Hàn Phúc Củ bị giết tại Trường Xuân quán (长春观), một đền thờ Đạo giáo ở ngoại ô Vũ Xương (nằm gần trung tâm thành phố Vũ Hán ngày nay) bởi một viên đạn thẳng vào sau gáy từ súng của Tướng Hồ Tông Nam, Tham mưu trưởng của Tưởng Giới Thạch. Những nguồn khác chỉ là thông qua người khác kể lại.

## Sự nghiệp
- 1928 - 1930 Chủ tịch Chính phủ tỉnh Hà Nam
- 1930 - 1938 Tỉnh trưởng Sơn Đông
- 1937 Tư lệnh Lộ quân 3
- 1937 - 1938 Tổng tư lệnh Tập đoàn quân 3
- 1938 Phó tổng tư lệnh Quân khu 5
- 1938 Bị bắt và bị xử tử tại hội nghị quân sự ở Hán Khẩu do để mất Sơn Đông